# Олександр Дьоллен
Олександр Карлович Дьоллен (21 квітня 1814, Мітава, Російська імперія — 3 квітня 1882, Харків, Російська імперія) — доктор римської словесності, заслужений професор університету св. Володимира.

## Життєпис
Лютеранського віросповідання. Син педагога Карла Августа Дьоллена (1775—1851), що мав приватне училище в містечку Добеле поблизу Мітави. Середню освіту здобув під керівництвом свого батька.
Після закінчення курсу у приватному училищі в 1830 став у ньому учителем.
У 1832 вступив до Дерптського університету на історико-філологічне відділення філософського факультету, який закінчив через чотири роки зі ступенем кандидата філософії. Як кандидатську дисертацію представив твір «De vita et scriptis Livii Andronici», удостоєний золотої медалі.
Витримавши вчительський іспит, у 1837 призначений учителем у Ризьку гімназію, а наступного року затверджений старшим учителем.
У 1838, переробивши свій твір про Лівія Андроніка, представив його як дисертацію під назвою «De vita Livii Andronici dissertatio, Dorpati Livonorum» і здобув ступінь магістра римської словесності. На магістерському диспуті був присутній і брав участь як опонент міністр народної освіти граф Уваров. Негайно після цього граф Уваров запропонував новому магістру місце ад'юнкта на кафедрі грецької та римської словесності в університеті Св. Володимира, і 29 вересня 1839 Дьоллен затверджений на цій посаді.
У 1840 удостоєний подяки від міністра народної освіти за відмінно-дбайливу службу, а 4 листопада того ж року затверджений екстраординарним професором по кафедрі римської словесності та старожитностей.
У 1850 призначений ординарним професором по тій же кафедрі.
У 1856 за розбір твору С. В. Єшевського «Аполінарій Сидоній» удостоєний золотої медалі Імператорської академії наук, встановленої для рецензентів.
У 1862, через 25 років служби, залишений на п'ятиріччя, а в 1863 затверджений у званні заслуженого професора.
Ступінь доктора римської словесності здобув лише в 1864, представивши як дисертацію твір «Beiträge zur Kritik і Erklärung der Satiren des D. Jun. Juvenalis» і того ж року був затверджений ординарним професором по кафедрі.
Крім професури, у 1857—1862 був директором Київської 1-ї гімназії на запрошення піклувальника Київського навчального округу Миколи Ребіндера.
У 1867, за вислугою тридцяти років у навчальному відомстві, пішов у відставку, але рада Харківського університету тоді ж запропонувала йому зайняти місце ординарного професора на кафедрі римської словесності в цьому університеті. Він прийняв цю пропозицію і, зайнявши кафедру в Харківському університеті, залишався на ній протягом трьох п'ятиріч до самої своєї смерті, продовжуючи і тут, як і в Київському університеті, викладати своїм слухачам латину й історію римської літератури, і римські давнини, і античну міфологію. У читанні своїх лекцій дотримувався методу Я. І. Нейкріха і, завдяки цьому, давав повну можливість своїм слухачам ґрунтовно вивчити латинську мову.

## Сім'я
Був одружений, його сини:
- Дьоллен Микола Олександрович (1850—1886), закінчив 1-у Київську гімназію (1867), навчався в Харківському університеті, проте курсу не закінчив через слабкість здоров'я. Помер раптово[1].
- Дьоллен Костянтин Олександрович (1854—1926), закінчив 1-у Київську гімназію (1867) та Харківський університет (1871), був викладачем стародавніх мов у 1-й Київській гімназії (1883—1904), потім директором Сувалкської гімназії (1905—1909). Після виходу у відставку жив у Києві, був членом Київського клубу російських націоналістів[2].

## Нагороди
- Орден Святого Станіслава 2 ст. (1855); імператорська корона до ордена (1862)
- Орден Святої Анни 2-го ст. (1859)
- темно-бронзова медаль "на згадку про війну 1853—1856 гг. "
- відзнака бездоганної служби за XX років

## Твори
- Beiträge zur Kritik та Erklärung der Satiren des D. Jun. Juvenalis. — Київ, 1846.
- Короткий історичний нарис стародавньої грецької літератури. — Київ, 1851.
- Спостереження над затемненням сонця, що було 16/28 липня 1851 року. — Київ, 1852.
- Розбір твору Єшевського До. З. Аполлінарій Сідоній, епізод із літературної та політичної історії Галлії V століття. // 25-те присудження заснованих П. М. Демидовим нагород. — СПб., 1856.
- Kurzgefasste Geschichte und heutiger Standpunkt der Mnemonik. — Дерпт, 1859.
- Der Erste Unterricht. — Дерпт, 1865.
- Carmen saeculare Horatii. Ювілейний гімн Горація: із запровадженням та докладним коментарем. — Київ, 1865.
- Cornelii Taciti Німеччина. З докладним коментарем та введенням. — Київ, 1867.
- Proemium quo scholas suas de historia litterarum University Charcoviensi habendas aperuit AL Döllen. — Харків, 1869.
- Doctrinae metricae summarium. In usum scholarum suarum conscripsit AL Döllen. — СПб., 1876.
- P. Terenti. Hauton timorumenos: з введенням, докладним коментарем та російським перекладом А. К. Деллена. — Харків, 1879.